# NGC 6259
NGC 6259 est un amas ouvert découvert par l'astronome écossais James Dunlop en 1826.
Selon la classification des amas ouverts de Robert Trumpler, cet amas renferme entre 50 et 100 étoiles (lettre m) dont la concentration est moyenne faible (III) et dont les magnitudes se répartissent sur un intervalle moyen (le chiffre 2). Toutefois, selon le catalogue Lynga, l'amas contient plus de 100 étoiles (r) dont la concentration est faible (III). Lynga indique que l'amas renferme 120 membres. Selon un article publié en 2022 basé sur les données recueillies par les relevés du satellite Gaia et de l'ESO, le nombre d'étoiles dont la probabilité d'appartenir à l'amas est supérieure à 0,9 se situe entre 125 et 136.

## Observation
Avec une magnitude visuelle de 8,0, on peut observer aisément avec des jumelles dont l'ouverture est de 40 à  50 mm.

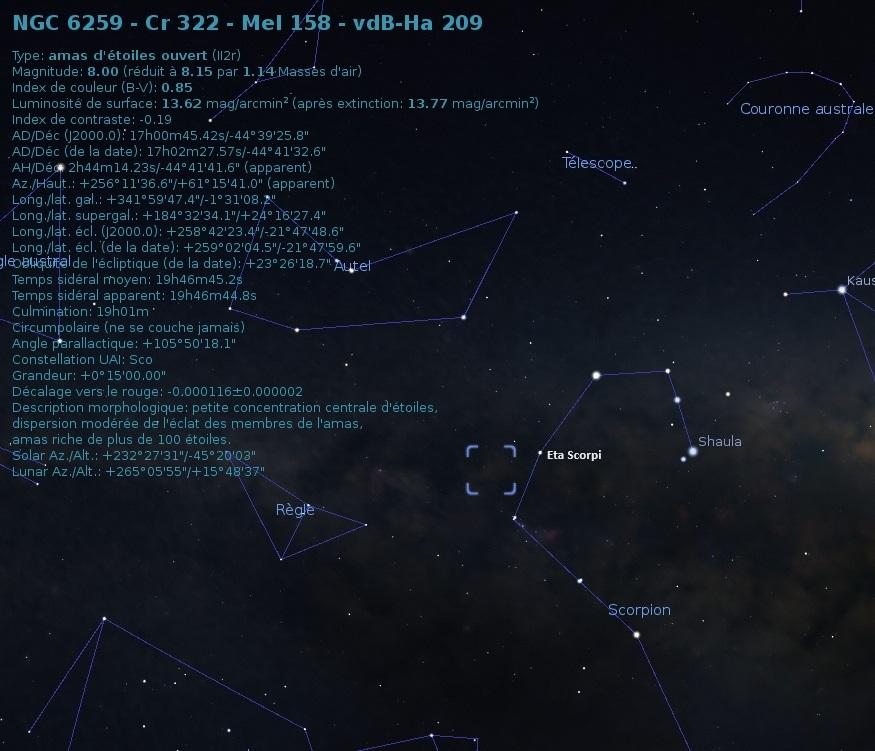
Localisation de NGC 6259 dans la constellation de Scorpion.

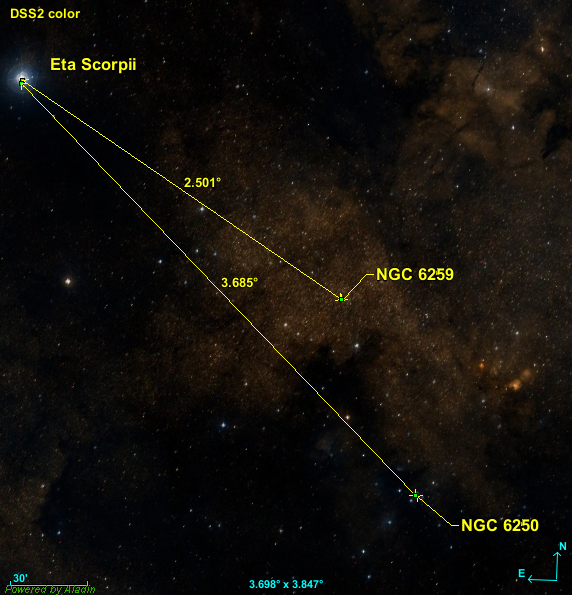
Position de NGC 6259 par rapport à Eta Scorpii.

Les amas ouverts NGC 6259 et NGC 6250 sont situés près l'un de l'autre, mais NGC 6250 est dans la constellation de l'Autel. NGC 6259 et NGC 6250 sont respectivement situés à environ 2,5 et 3,7 degrés au sud-ouest de l'étoile Eta Scorpii.

## Caractéristiques

### Distance, taille et vitesse
La parallaxe moyenne des étoiles de l'amas a été obtenue des mesures effectuées par le satellite Gaia. Quatre valeurs différentes publiées dans de récents articles (2018 à 2021) sont indiquées sur la base de données Simbad : 0,424 ± 0,029 mas, 0,408 ± 0,061 mas, 0,408 ± 0,057 mas,, 0,410 ± 0,002 mas. La valeur moyenne de la parallaxe de cet échantillon est égale à 0,413 8 ± 0,007 6 mas, ce qui correspond à une distance de 2 417 ± 45 pc (∼7 880 al).
La taille apparente de l'amas est de 14′ ou de 15', (14,5 ± 0,5 ') ce qui, compte tenu de la distance de 2 417 ± 45 pc, et grâce à un calcul simple, équivaut à une taille réelle de 33,3 ± 1,8 al.
La base de données Simbad indique six valeurs de la vitesse l'amas: −32,12 ± 1,2 km/s, −34,0 ± 1 km/s, −33,70 ± 0,19 km/s, −36,049 ± 0,409 km/s, −32,98 ± 0,49 km/s et −32,84 ± 0,54 km/s. La moyenne et l'écart-type ces valeurs sont de −33,6 ± 1,4 km/s.

### Métallicité
Simbad rapporte quatre valeurs de la métallicité comprise entre 0,149 et 0,21. Selon ces valeurs, le pourcentage d'éléments lourds (plus lourd que l'hydrogène et l'hélium) de cet amas est compris entre 141% (10+0,149) et 162% (10+0,21) de celui du Soleil.

### Âge
Selon une étude publiées en 2023 et basée sur l'appauvrissement en lithium dans la photosphère de 6200 étoiles de 52 amas ouverts , l'âge de NGC 6259 est de 339 +186
−130 Ma (log10 age= 8,53 +0,19
−0,21). Webda et Lynga indiquent un âge de 217 millions d'années (log10=8,497 = 108,497),.

## Étoiles
NGC 6259 renferme au moins six étoiles traînardes bleues.
Simbad montre aussi un bouton nommé Children. En cliquant sur ce bouton, on atteint une section de cette base de données qui renferme un tableau contenant 1337 entrées pour NGC 6259. Cependant, des étoiles (les Children) peuvent apparaître plusieurs fois dans la deuxième colonne du tableau, d'où le nombre de liens bibliographiques qui est supérieure au nombre d'étoiles. La quatrième colonne de ce tableau indique la probabilité que l'étoile appartienne à l'amas. En cliquant sur le titre de cette colonne, on peut classer la probabilité par ordre croissant ou décroissant. En cliquant sur la désignation de l'étoile, on atteint la page de Simbad qui résume ses propriétés.